# Hansreia krinskii
Hansreia krinskii – gatunek chrząszcza z rodziny poświętnikowatych i podrodziny Scarabaeinae.

## Taksonomia
Gatunek ten opisali po raz pierwszy Marcely Valois, Fernando Zagury Vaz-de-Mello i Fernando A.B. Silva w 2015 roku na łamach „Zootaxa”. Jako lokalizację typową wskazano Novo Progresso w brazylijskim stanie Pará. Epitet gatunkowy nadano na cześć Dionesa Krinskiego, który odłowił materiał typowy.

## Morfologia
Chrząszcz o ciele długości od 9,5 do 10,4 mm. Głowa jest ciemnobrązowa z czerwonawym połyskiem metalicznym oraz zielonkawo lub żółtawo połyskującą okolicą oczu. Przedplecze jest wysklepione, dwukrotnie szersze niż dłuższe, ciemnobrązowe, na dysku z żółtawym lub zielonkawym połyskiem. Krawędzie boczne między kątami bocznymi a tylnymi są w przybliżeniu proste. Pokrywy są brązowe z zielonkawym połyskiem u nasady. Mają po dziewięć rzędów, z których ósmy ma punktowanie niewyraźne w przedniej ćwiartce. Pygidium jest błyszczące, bezładnie i rzadko mikroguzkowane. Genitalia samca mają symetryczne, w widoku bocznym prostokątne paramery długości ⅔ fallobazy, na wierzchołku zaopatrzone w dwukrotnie dłuższy niż szeroki, prawie prostokątny wyrostek; kąt wewnętrzny między brzegiem grzbietowym a szczytowym paramery przekracza 90°, zaś między szczytowym a brzusznym wynosi około 40°. Edeagus ma w endofallusie skleryt podkowiasty z lekko rozszerzonym na krawędzi wewnętrznej ramieniem krótszym, okrągły z wyraźnym płatkiem zewnętrznym skleryt peryferyjny prawy górny, nieregularnie ukształtowany skleryt peryferyjny frontolateralny oraz wydłużony kompleks sklerytów osiowych i podosiowych o zwężonym na szczycie płatku bocznym długości 1/5 kompleksu.

## Ekologia i występowanie
Owad ten zasiedla równikowe lasy deszczowe.
Gatunek neotropikalny, endemiczny dla Brazylii, znany tylko ze stanu Pará.